# Victorio (película)
Victorio es una película mexicana estrenada el 6 de mayo de 2011. Dirigida por Alex Noppel y Armando Croda. Protagonizada por Luis Fernando Peña, Irán Castillo y Roberto Sosa. Grabada en Xalapa, Veracruz México 

## Sinopsis
Las calles no son lugar para los sueños. Victorio lo sabe, pues solo conoce el lado cruel de la vida. Ha matado en defensa propia, y ahora tiene que huir, si quiere seguir con vida. Pero en su camino se cruza con Gabriela, una chica que al igual que él- hace lo necesario para sobrevivir. Juntos, intentarán cambiar su destino, pero ¿cómo lograrlo, en un mundo donde el crimen y la violencia te rodean?

## Elenco
- Luis Fernando Peña - Victorio
- Irán Castillo - Gabriela
- Roberto Sosa - Lulú
- Manuel Ojeda - Raúl
- Carmen Salinas - Petra
- Guillermo Quintanilla - Gregorio

## Premios

### Premio Ariel(2012)
| Categoría                   | Persona       | Resultado |
| --------------------------- | ------------- | --------- |
| Mejor Actriz                | Irán Castillo | Nominada  |
| Mejor Coactuación Masculina | Roberto Sosa  | Nominado  |